# Gerd Nonneman
Gerd Nonneman (Temse, 16 mei 1959) is een Belgisch hoogleraar en Midden-Oosten-kenner.

## Levensloop
Hij studeerde Oosterse Filologie (Arabisch) en ontwikkelingsstudies (post-graduaat) aan de Universiteit Gent. Vervolgens ging hij aan de slag in de commerciële sector in Irak. Hij doctoreerde daarna aan University of Exeter in politieke wetenschappen met specialisatie Midden-Oosten. Na het doceren van 'Midden-Oosten politiek' en 'politieke economie' aan de universiteiten van Manchester en Exeter, doceerde hij 'internationale betrekkingen' en 'Midden-Oosten politiek' aan de Universiteit van Lancaster van 1993 tot 2007, waar hij tot Hoogleraar (Full Professor) werd gepromoveerd. Hierop aansluitend keerde hij terug naar Exeter als Professor van Golf-Studies, tot aan zijn benoeming in 2011 als decaan aan de Georgetown University-campus (GU-Q) te Doha, Qatar. Dit mandaat oefende hij uit tot juni 2016. Hij blijft sindsdien Professor in de internationale betrekkingen en Golfstudies aan diezelfde universiteit.
Hij was lid van het 'National Research Assessment Exercise'-panel (RAE) in het Verenigd Koninkrijk in 2001. Van 1998 en 2002 was hij directeur van de 'British Society for Middle Eastern Studies' (BRISMES). Hij was 'Associate Fellow' van het Midden-Oosten-programma tot en met 2012 in Chatham House (Royal Institute of International Affairs). Ook is Nonneman co-editor van de Journal of Arabian Studies (Routledge), oorspronkelijk uitgegeven door het 'Centre for Gulf Studies' van de University of Exeter, en sinds 2011 in samenwerking met de Georgetown University-campus te Qatar en de Association for Gulf & Arabian Peninsula Studies (AGAPS).

## Belangrijke publicaties

### Recente werken:[3][4][5]
Boeken:
- Al-Mamlaka Al-'arabiyya al-sa'udiyya fi-l-mizan [Saudi Arabia in the Balance] (nieuwe Arabische editie: Beirut: Center for Arab Unity Studies, 2012)
- Saudi Arabia in the Balance: Political Economy, Society, Foreign Affairs (New York University Press, 2006 / Hurst & Co, 2005) (co-editor & mede-auteur, met Paul Aarts)
- Analyzing Middle Eastern Foreign Policies, and the relationship with Europe (editor)(Routledge, 2005)

Wetenschappelijk artikels / hoofdstukken / papers:
- ‘European Policies Towards the Gulf: Patterns, Dynamics, Evolution, and the case of the Qatar Blockade’, in David Roberts (ed.), Reflecting on the Qatar Crisis: Qatar and its Neighbours (Routledge, 2022)
- ‘The Journal of Arabian Studies and the Development of Gulf and Arabian Peninsula Studies’ (with James Onley), Journal of Arabian Studies, Vol. 10, no. 1 (July 2020) [published February 2021], pp. 1-50. (https://doi.org/10.1080/21534764.2020.1847245).
- ‘The Qatar Crisis through the lens of Foreign Policy Analysis’, in Rory Miller (ed.), The Gulf Crisis: the View from Qatar (Doha: HBK University Press (2018), pp. 90-100.
- 'The Heritage Boom in the Gulf: Critical Perspectives', Special Section in Journal of Arabian Studies, Vol. 7, no. 2 (December 2017), (co-edited with Marc Valeri);
- Ruling Families and Business Elites in the Gulf Monarchies: Ever Closer? (Chatham House, 2016);
- Al-Mamlaka Al-'arabiyya al-sa'udiyya fi-l-mizan [Saudi Arabia in the Balance] (updated Arabic edition: Beirut: Center for Arab Unity Studies, 2012)
- Yemen, Saudi Arabia and the Gulf States: Elite Politics, Street Protests and Regional Diplomacy (London: Chatham House, 2011)

- ‘Europe, the US, and the Gulf after the Cold War’, in Viktor Mauer & Daniel Möckli (eds.), European-American Relations and the Middle East: From Suez to Iraq (Routledge, 2010);
- ‘“Terrorism” and Political Violence in the Middle East and North Africa: Drivers and Limitations‘, in Asaf Siniver (ed.), International Terrorism Post-9/11: Comparative Dynamics and Responses (Routledge, 2010), pp. 13–36;
- ‘Political Reform in the Gulf Monarchies: From Liberalisation to Democratisation? A Comparative Perspective’[dode link], in A. Ehteshami & S. Wright (eds.), Reform in the Middle East Oil Monarchies (Ithaca Press, 2008), pp. 3–45;
- ‘EU-GGC Relations: Dynamics, Perspectives and the Issue of Political Reform’, Journal of Social Affairs [AUS, Sharjah], Vol. 23, No. 92, Winter 2006, pp. 13–33;
- EU-GCC Relations: Dynamics, Patterns and Perspectives, Gulf Papers Series (Dubai: Gulf Research Center, 2006)

### Oudere werken
- Muslim Communities in the New Europe (Reading: Ithaca Press, 1996).
- Het Midden-Oosten Hertekend [The Middle East Redrawn] (Brussels: VUB Press (Free University of Brussels Press), 1996).
- Political and Economic Liberalization: dynamics and linkages in comparative perspective (Boulder, Col.: Lynne Rienner, 1996).
- The Middle East and Europe: The Search for Stability and Integration  (London: Federal Trust for Education and Research, 1993)
- War and Peace in the Gulf: domestic politics and regional relations into the 1990s  (Reading: Ithaca Press, 1991) (met Anoushiravan Ehteshami).
- Development, Administration and Aid in the Middle East  (London: Routledge, 1988).
- Iraq, the Gulf States & the War: A changing relationship, 1980-1986 and beyond  (London: Ithaca Press, 1986).

- Biblioteca Nacional de España: XX1188360
- Bibliothèque nationale de France: cb12991083m (data)
- Gemeinsame Normdatei: 170568652
- International Standard Name Identifier: 0000 0001 0876 8522
- Library of Congress Control Number: n85372773
- Nationale Bibliotheek van Israël: 987007278174505171
- Nederlandse Thesaurus van Auteursnamen: 107918714
- Système universitaire de documentation: 055278434
- Virtual International Authority File: 19811630
- WorldCat: E39PBJp68F3YXXCdycdwkf6HYP